# Parámetro de posición del núcleo
En lingüística, el parámetro de posición de núcleo es un parámetro tipológico que se refiere al orden relativo dentro de un sintagma, más concretamente a la posición que ocupa el núcleo sintáctico dentro de un sintagma:
Una lengua es de núcleo final (o Regens post rectum) si el núcleo tiende a ser el último elemento y es precedido por sus complementos (y adjuntos).
Una lengua es de núcleo inicial (o Regens ante rectum) si el núcleo va en primer lugar y le siguen sus complementos.
En general las lenguas del mundo tienden a ser bastante uniformes en cuanto a la posición en que suelen aparecer los núcleos en los diferentes tipos de sintagmas. Una lengua sólo se puede clasificar en uno de los dos grupos anteriores si existe consistencia en la mayor parte de tipos de sintagmas en cuanto a la posición del núcleo.
El inglés y las lenguas romances frecuentemente se catalogan como lenguas de núcleo inicial (aunque en inglés el complemento adjetivo rompe esta regla). El japonés, el quechua o el euskera son lenguas de núcleo final altamente consistentes. Sin embargo, esta clasificación dicotómica simple a veces es de utilidad limitada, porque existen lenguas en las que la posición del núcleo depende del tipo de sintagma. Por ejemplo muchas lenguas indoeuropeas antiguas son predominantemente del tipo objeto verbo, es decir, dentro del sintagma verbal tienden a colocar el verbo (núcleo) al final, sin embargo, en un sintagma preposicional el núcleo (preposición) va al principio. Por esa razón, la tipología sólo funciona bien con lenguas con un orden relativamente fijo y consistente entre todos los tipos de morfemas.